# Linia kolejowa nr 244
Linia kolejowa nr 244 – wyłączona z eksploatacji, jednotorowa, niezelektryfikowana linia kolejowa znaczenia miejscowego łącząca Morzeszczyn z Gniewem. Położona w województwie pomorskim oraz na obszarze działania PKP PLK Zakładu Linii Kolejowych w Gdańsku.
W grudniu 2015 roku PKP PLK rozpoczęły procedurę likwidacji linii. Jako bezpośrednią przyczynę wskazywany jest brak przychodów związanych z jej udostępnianiem.

## Historia
- 1 maja 1905 - otwarcie linii[potrzebny przypis]
- 10 lipca 1989 - zamknięcie ruchu pasażerskiego
- 1 stycznia 1992 - zamknięcie ruchu towarowego
- 1 grudnia 2015 - rozpoczęcie procedury likwidacyjnej